# Olympic Bravery
Der Schiffsneubau Olympic Bravery war ein Öltanker, der am 24. Januar 1976 auf seiner Jungfernfahrt, nachdem er nur rund 35 Seemeilen aus eigener Kraft zurückgelegt hatte, an der Küste der bretonischen Insel Ouessant (Ushant) nahe der Ortschaft Kergadou strandete und dabei zum Totalverlust wurde.

## Geschichte
Die Olympic Bravery wurde am 11. August 1975 bei der Werft Chantiers de l’Atlantique in Saint-Nazaire unter der Baunummer P25 vom Stapel gelassen und am 21. Januar 1976 fertiggestellt. Auftraggeber war die in Monte-Carlo ansässige Tankerreederei Olympic Maritime, die zum Erbe des 1975 verstorbenen griechischen Tankerkönigs Aristoteles Onassis gehörte.
Während die Mehrzahl der Tankerneubauten zum Höhepunkt der Tankerkrise gleich bei den jeweiligen Bauwerften aufgelegt wurde, sollte die Olympic Bravery nach Norwegen gebracht werden. Morgens um 5.30 Uhr des 23. Januar 1976 begann das Schiff, das unter liberianischer Flagge fuhr, unter dem Kommando von Kapitän Efstratios Tsioros seine Probefahrten, nach denen sich die Überfahrt von Brest zu seinem Aufliegeplatz in Farsund anschließen sollte. Nach einer Serie von vorangegangenen Maschinenproblemen und sieben Blackouts in Folge fiel die Antriebsanlage schließlich am Morgen des folgenden Tags ganz aus und die Olympic Bravery begann in Richtung der Insel Ouessant zu treiben. Daraufhin wurde versucht, das Schiff zu ankern, aber die Ankerketten brachen und das Schiff strandete schließlich um acht Uhr morgens an der felsigen Küste der Bretagne.
Nachdem es auch mit Bergungsschleppern nicht gelang, das Schiff wieder aufs offene Wasser zu bekommen, wurde erst am 12. März ein weitergehender Bergungsvertrag unterzeichnet. Aber schon am nächsten Tag brach das Schiff aufgrund des sich stetig verschlechternden Wetters in zwei Teile, woraufhin etwa 1.200 Tonnen des gebunkerten Treiböls ins Meer gelangten. Die Französische Armee versuchte, die verschmutzte Küste zu reinigen, wobei vier Mann einer Hubschrauberbesatzung ums Leben kamen. Am 2. Mai gelang es schließlich, die in den Bunkertanks verbliebenen 400 Tonnen Schweröl zu erhitzen und abzupumpen.
Das verbliebene Wrack wurde zwar zum Abbruch an den Schrotthändler Braganti aus Marseilles verkauft, verblieb aber, da es sich nicht mehr bergen ließ, an Ort und Stelle auf der Position 48° 28′ 12″ N, 5° 6′ 36″ W.

## Nachspiel
Anfang 1976, nach der überstandenen Ölkrise von 1973 und der Wiedereröffnung des Sueskanals, lagen weltweit schon knapp 400 beschäftigungslose Tanker dieser Größe auf, die vorher insbesondere im Hinblick auf die durch den Sechstagekrieg veränderten Öltransportrouten gebaut worden waren. So wurde auch die Olympic Bravery schon 1970/71 geordert, als noch nicht absehbar war, wie schnell dieses Marktsegment nach 1973 zusammenbrechen würde. Die Olympic Maritime S. A. erhielt später vom Schiffsversicherer Lloyd’s of London die Versicherungssumme von 50 Millionen US-Dollar, die größte bis dahin in solch einem Fall ausgezahlte Summe überhaupt. Das waren zum einen etwa 15 Millionen mehr, als der Bau des Schiffs gekostet hatte, aber zum anderen mindestens 25 bis 30 Millionen Dollar mehr als das Schiff zum Zeitpunkt seiner Ablieferung wert war. „Der überflüssige Tanker war in flüssiges Geld verwandelt worden“, urteilte die Zeitschrift „Der Spiegel“ 1978. In Seefahrtskreisen wurde dies hinter der Hand mit der Bemerkung „Onassis at his best“ kommentiert, denn hinter der Reederei Olympic Maritime stand eine Holdinggesellschaft des 1975 gestorbenen Großreeders Aristoteles Sokrates Onassis. Das Unternehmen unter der Führung des ehemaligen Exxon-Managers Louis Anderson nutzte das ausgezahlte Versicherungsgeld der Olympic Bravery wenig später zum Ankauf von zwei vergleichbaren Öltankern, mit denen ein erneutes Ansteigen der Frachtraten abgewartet wurde.